# Курир Нејчек
„Курир Нејчек” је југословенски и словеначки кратки анимирани филм из 1961. године. Сценарио је написала Вида Брест.

## Улоге
| Глумац      | Улога               |
| ----------- | ------------------- |
| Борис Краљ  | Приповедач (глас)   |
| Борис Трост | Курир Нејчек (глас) |